# الاعمال (مناخة)

تعديل مصدري - تعديل

الاعمال هي إحدى قرى عزلة بني مقاتل بمديرية مناخة التابعة لمحافظة صنعاء، بلغ تعداد سكانها 104 نسمة حسب تعداد اليمن لعام 2004.